# Amaurobioides chilensis
Amaurobioides chilensis är en spindelart som först beskrevs av Hercule Nicolet 1849.  Amaurobioides chilensis ingår i släktet Amaurobioides och familjen spökspindlar. Inga underarter finns listade i Catalogue of Life.